# Landing Zone 1

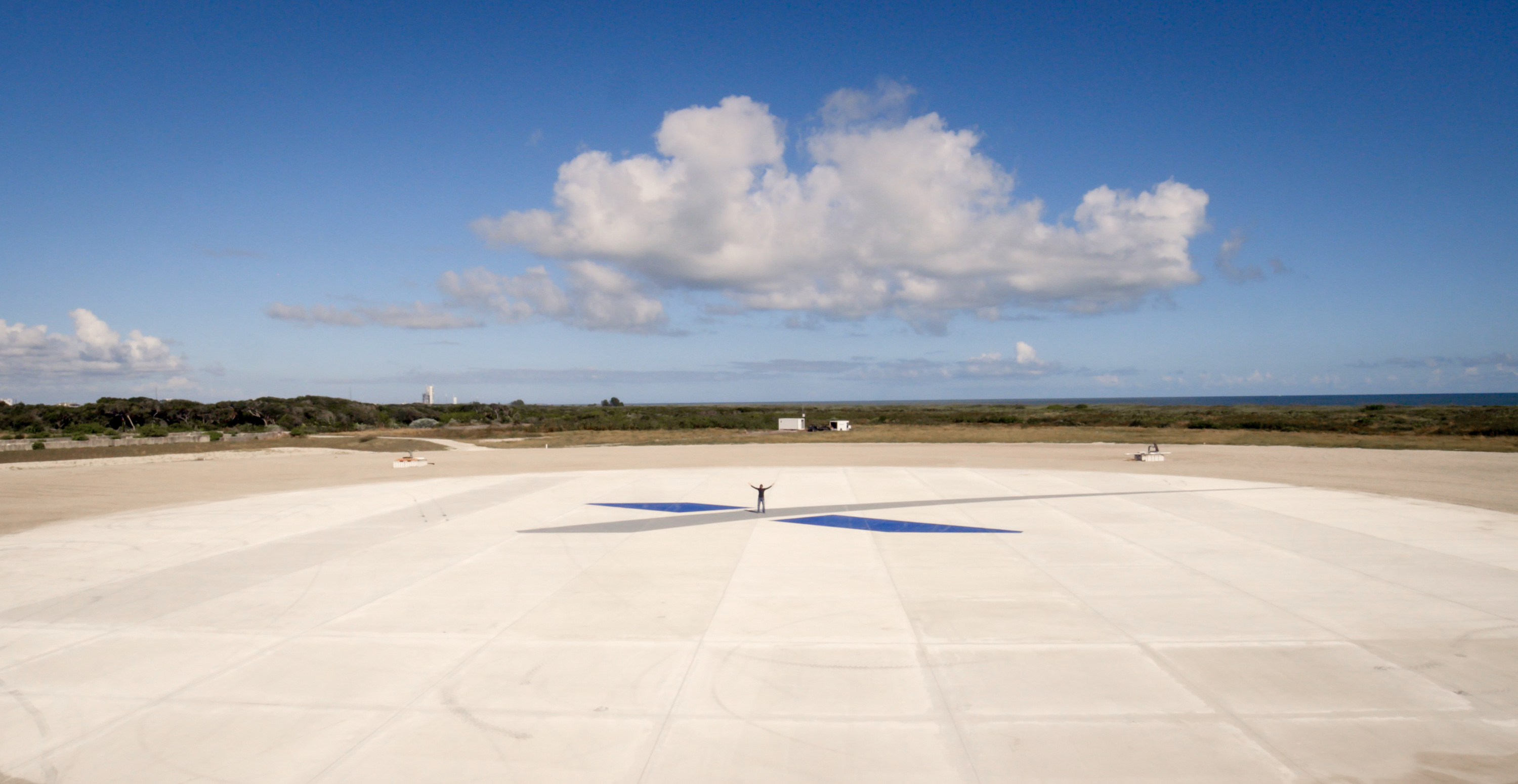
Landing Zone 1, zone d'atterrissage principale, Cap Canaveral, USA

Landing Zone 1 (LZ-1, anciennement nommée Launch Complex 13, LC-13), est une base d'atterrissage de fusée située sur le launch complex de la Cape Canaveral Air Force Station, la troisième base en partant du sud de l'ancienne base de lancement de missiles appelée Missile Row, située entre la base LC-12 et la base LC-14. Actuellement, elle est louée par SpaceX et a été rénovée pour être utilisée comme leur site d'atterrissage des premiers étages de leurs lanceurs Falcon 9 et Falcon Heavy lors des lancements depuis la côte est des États-Unis.

## Histoire du site
La base de lancement de missiles LC-13 était utilisée, à l'origine pour les lancements d'essais des fusées SM-65 Atlas, puis par la suite pour les lancements Atlas  entre 1958 et 1978. C'était la plus utilisée en nombre de lancement et en durée d'utilisation des quatre bases de lancements Atlas. Elle était depuis inactive entre 1980 et 2015.
Le 16 avril 1984, elle entre au Registre national des lieux historiques ; elle n'a pourtant pas été entretenue et s'est dégradée progressivement. Le 6 aout 2005, la tour de montage a été détruite pour des raisons de sécurité liés à des dégâts de la structure par la corrosion,. Le bunker de protection a été détruit quant à lui en 2012.
Le terrain de la LC-13 est la propriété du gouvernement américain et était à l'origine contrôlé par l'Air Force américaine. La NASA en a récupéré le contrôle entre 1964 et 1970 avant son retour à l'Air Force. En janvier 2015, le terrain et les bâtiments existants de la LC-13 furent loués à la compagnie privée de lancement spatial SpaceX pour une durée initiale de 5 ans.

## "Landing Zone 1"

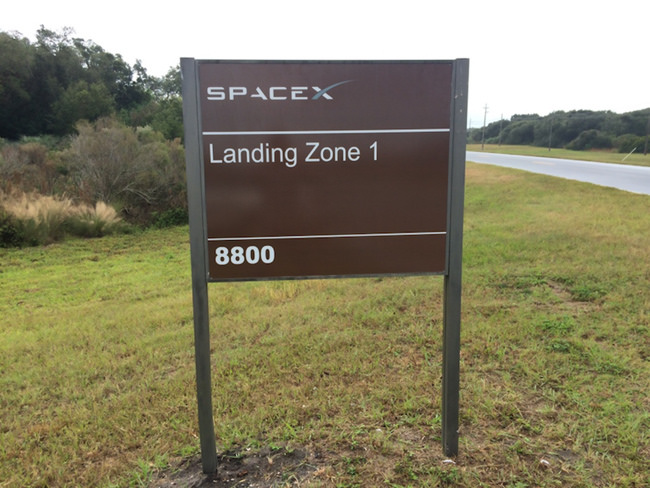
Panneau à l'entrée de la Landing Zone 1

Landing Zone 1 (LZ-1)—ou "X1", et anciennement Landing Complex 1
—est le nom actuel de l'ancien site de lancement Launch Complex 13 (LC-13) depuis  2015,,,.
SpaceX a signé un bail de cinq ans pour le terrain et les installations restantes de l'ancien site de lancement de missiles Launch Complex 13 le 10 février 2015, dans le but de l'utiliser comme site d'atterrissage de son lanceur-atterrisseur Falcon 9,. La société souhaitait transformer l'ancien site de lancement Atlas en un complexe de cinq piste d'atterrissage (une principale et quatre secondaires),,.

## Le projet
La Landing Zone 1 doit comporter à terme cinq aires d'atterrissage—une aire principale et quatre aires secondaire de 46 m de diamètre (150 ft)— ainsi que d'autre infrastructures permettant les opérations au sol comprenant l'amélioration des routes d'accès, des grues, un support pour le lanceur, une large zone bétonnée à distance des cinq aires d'atterrissage permettant la manipulation du lanceur de la position verticale à la position horizontale.

## Construction (entre janvier 2015 et décembre 2015)[13]
La construction devait commencer par un défrichage d'une zone de 49 acres entourant la future zone d'atterrissage jusqu'à la plage attenante.
Le nivellement de la zone n'a pas effacé le fossé de la zone des dunes proche de la plage. Les installations existantes ont été détruites pour exposer le sous sol.
Les routes attenantes ont été renforcées et les virages adoucis pour permettre le braquage de la grue.
Les précédentes conduites d'électricité datant des années soixante ont été jugées détériorées et remplacées par des conduites de béton entourant des gaines en PVC, le tout permettant le raccordement électrique de la LZ-1.
Un petit tunnel enfoui en béton de 3X3 pieds permet l'acheminement de l'eau, des flux vidéo et d'une conduite d'azote. Un petit réservoir de 500 gallons de propane devait être installé également sur la côte ouest pour fournir l'énergie nécessaire aux générateurs électriques.
Quatre tours en treillis métallique de 20 pieds de haut dont l'un raccordé à une remorque de contrôle pour permettre aux données mobiles (Wi-Fi) d'être diffusées sur le site.
Un système Fire X avec trois ou quatre canons à eau télécommandés montés sur des poteaux doivent permettre les actions anti-incendies au sol.
Un réservoir de 12 000 galons d'eau, à l'ouest du site, pressurisé à l'azote permet l'approvisionnement en eau des systèmes de lutte contre l'incendie. L'azote y est acheminé via une remorque mobile. L'approvisionnement en eau du pad existant devait être utilisé.
Des toilettes mobiles devaient être utilisées pendant les opérations.
Un bassin de rétention des eaux pluviales lavant le site devait être construit.
Une clôture devait permettre de sécuriser les accès au site.

## Utilisation du site

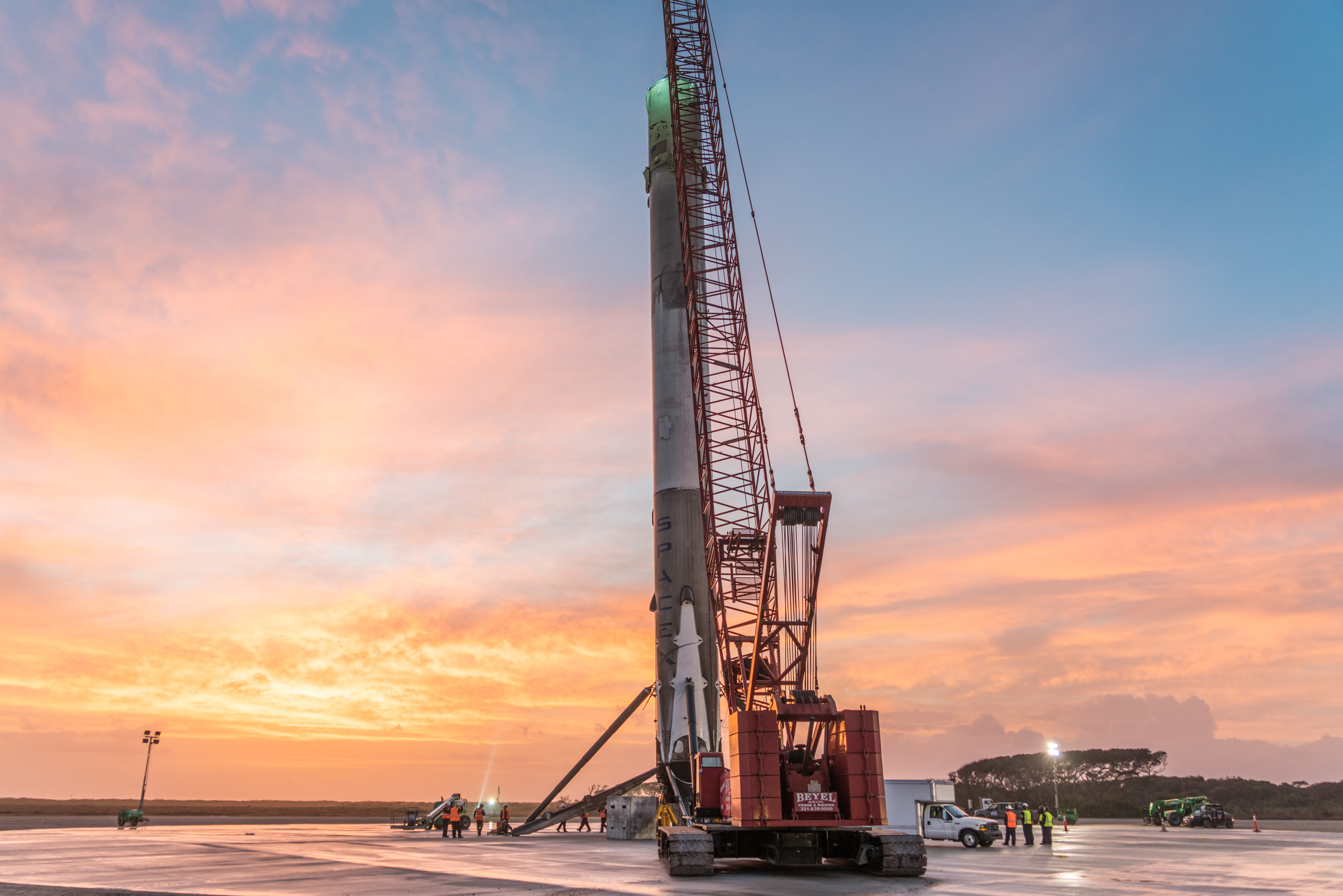
Opérations de récupération du premier étage après l'atterrissage réussi du 21 décembre 2015

Depuis le 2 mars 2015, les panneaux d'indication de l'Air Force ont été remplacés passant de LC-13 à "Landing Complex 1". Le site fut ensuite officiellement nommé "Landing Zone 1" avant la première tentative d'atterrissage sur le site le 21 décembre 2015 ,.
Après l'accord des autorités aériennes américaines (la FAA), SpaceX réussit sa première tentative d'atterrissage lors de mission Falcon 9 Flight 20, qui eut lieu le 21 décembre 2015, la 8e tentative de descente contrôlée du premier étage du lanceur Falcon 9 et pour la première fois dans sa configuration "full thrust",.
SpaceX a aussi signé un bail du "west coast landing pad" du site de lancement "Complex 4" de la base spatiale Vandenberg Air Force Base.

## Atterrissages
| Date et Heure (UTC)      | Charge utile                  | Véhicule                     | Résultat | Conditions Météo d'atterrissage |
| ------------------------ | ----------------------------- | ---------------------------- | -------- | ------------------------------- |
| 22 décembre 2015 - 01:39 | Orbcomm OG2 (onze satellites) | Falcon 9 Full Thrust (B1019) | Succès   | 95%                             |
| 18 juillet 2016 - 04:53  | SpaceX Dragon (CRS-9)         | Falcon 9 Full Thrust (B1025) | Succès   | 90%                             |
| 19 février 2017 - 14:47  | SpaceX Dragon (CRS-10)        | Falcon 9 Full Thrust (B1031) | Succès   | 70%                             |
| 1er mai 2017 - 11:24     | NROL-76                       | Falcon 9 Full Thrust (B1032) | Succès   | 70%                             |
| 3 juin 2017 - 21:15      | SpaceX Dragon (CRS-11)        | Falcon 9 Full Thrust (B1035) | Succès   | 70%                             |
| 14 août 2017 - 16:39     | SpaceX Dragon (CRS-12)        | Falcon 9 Full Thrust (B1039) | Succès   | 80%                             |
| 7 septembre 2017         | X-37B OTV-5                   | Falcon 9 Full Thrust (B1040) | Succès   | 80%                             |
| 15 décembre 2017         | SpaceX Dragon (CRS-13)        | Falcon 9 Full Thrust (B1035) | Succès   |                                 |
| 8 janvier 2018           | Zuma                          | Falcon 9 Full Thrust (B1043) | Succès   |                                 |
| 6 février 2018           | Tesla Roadster                | Falcon Heavy (B1023)         | Succès   |                                 |
| 5 décembre 2018          | SpaceX Dragon (CRS-16)        | Falcon 9 Full Thrust (B1050) | Échec    |                                 |
| 11 avril 2019            | Arabsat-6A                    | Falcon Heavy (B1052)         | Succès   |                                 |
| 25 juin 2019             | STP-2                         | Falcon Heavy (B1052)         | Succès   |                                 |
| 26 juillet 2019          | SpaceX Dragon (CRS 18)        | Falcon 9 Full Thrust (B1056) | Succès   |                                 |